# 国際連合安全保障理事会決議616
国際連合安全保障理事会決議616（こくさいれんごうあんぜんほしょうりじかいけつぎ616 英: United Nations Security Council Resolution 616）は、1988年7月20日に国際連合安全保障理事会において全会一致で採択された決議。イランの国連代表からの報告を受けた上で、国際連合安全保障理事会はイラン・イラク戦争の最中である同年7月3日にホルムズ海峡上空においてイラン航空655便がアメリカ海軍のミサイル巡洋艦「ヴィンセンス (CG-49)」からのミサイル攻撃により撃墜されたことを悼んだ。
その上で犠牲者に対して哀悼の意を表するとともに、イランからの要請により国際連合経済社会理事会の専門機関のひとつである国際民間航空機関（英: International Civil Aviation Organization（ICAO））がすぐに撃墜事件の調査に乗り出す決定をしたこと、およびイランとアメリカが調査に協力する旨を表明したことを歓迎した。
決議616は、1944年に採択されたシカゴ条約の締結国に対して、民間航空機の安全性への規則と実践の遵守を行き渡らせるように要求した。またイランとイラクに対して、イラン・イラク戦争を終結させるために公正さを保ち、かつ永続的な基盤を持つ決議598（イラン・イラク戦争の終結要請）を着実に履行するように念を押した。